# Luigi Valenzano

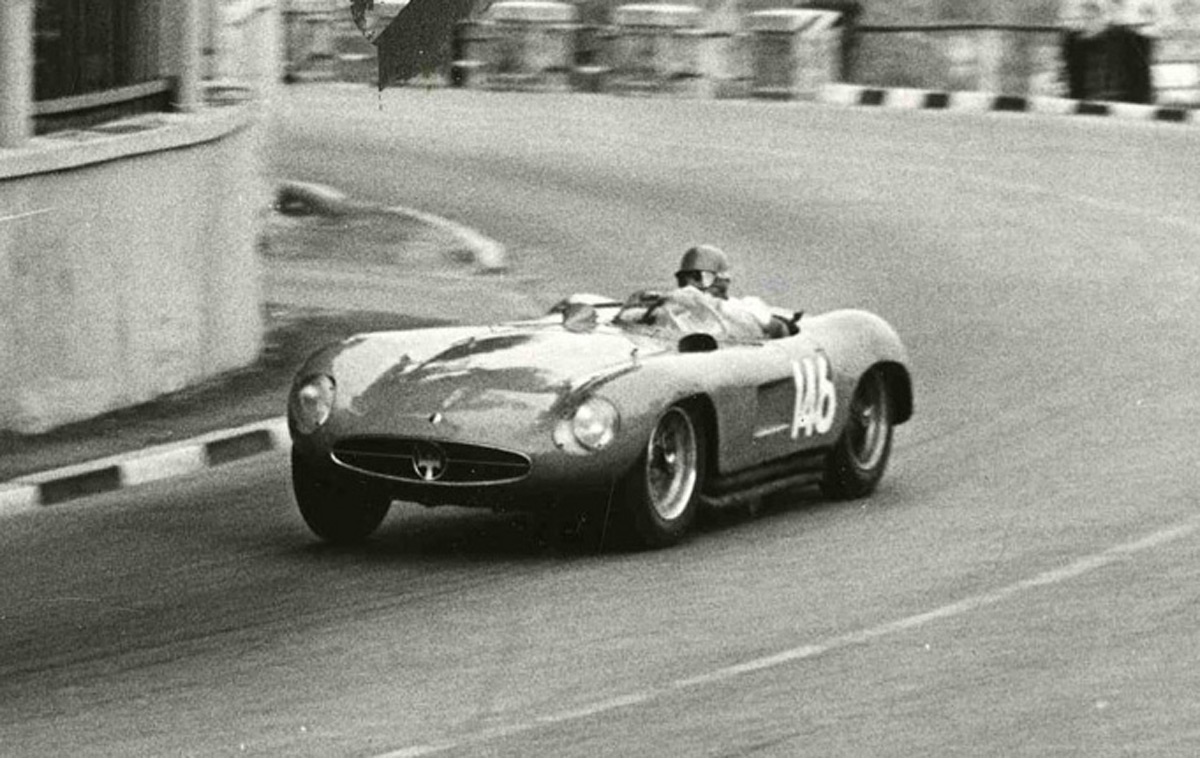
Luigi Valenzano im Maserati A6GCS beim Rennen Triest-Opicina-Triest 1955

Luigi „Gino“ Valenzano (* 24. April 1920 in Asti; † 28. Mai 2011 in Turin) war ein italienischer Automobilrennfahrer.

## Karriere
Gino Valenzano studierte in den 1930er-Jahren Flugzeugtechnik an der Universität von Caserta. Als Unterstützer von Pietro Badoglio wurden er und sein Bruder Piero 1943 in das Konzentrationslager Mauthausen deportiert. Am 5. Mai 1945 kamen die beiden Brüder nach der Befreiung des Lagers durch US-amerikanische Truppen frei.
Nach dem Ende des Zweiten Weltkriegs begann er 1946 Bergrennen zu fahren und hatte dadurch seine ersten Auftritte als Rennfahrer. 1948 bestritt er seine erste Mille Miglia und war auch zum ersten Mal bei der Targa Florio am Start. Bei beiden Einsätzen kam er nicht ins Ziel. Seinen ersten internationalen Erfolg hatte er im selben Jahre mit dem sechsten Rang bei der Coppa d’Oro delle Dolomiti. Für das damals noch junge Unternehmen von Carlo Abarth gewann er den Großen Preis von Pergusa 1950 und wurde 1951 Werksfahrer bei Lancia. Valenzano war als Kind mit dem Sohn von Vincenzo Lancia Gianni in dieselbe Schulklasse gegangen. Diese alte Verbindung half neben den fahrerischen Fähigkeiten beim Engagement als Werksfahrer.
1952 wurde er auf der Lancia Aurelia B20 Dritter beim Giro di Sicilia, Sechster beim 24-Stunden-Rennen von Le Mans und Gesamtzweiter bei der Targa Florio. Es folgten weitere Erfolge für Lancia mit einem vierten Rang im D20 bei der Targa 1953 und ein zweiter Rang im D24 beim 12-Stunden-Rennen von Sebring 1954. Nach dem Rückzug von Lancia vom internationalen Motorsport mit Ablauf der Saison 1954 wechselte er zu Maserati. Nach dem Tod seines Bruders Piero bei der Coppa d’Oro delle Dolomiti 1955 zog er sich vom Rennsport zurück.

## Statistik

### Le-Mans-Ergebnisse
| Jahr | Team                      | Fahrzeug           | Teamkollege         | Platzierung | Ausfallgrund     |
| ---- | ------------------------- | ------------------ | ------------------- | ----------- | ---------------- |
| 1952 | Scuderia Lancia           | Lancia Aurelia B20 | Umberto Castiglioni | Rang 6      |                  |
| 1953 | Scuderia Lancia           | Lancia D20         | Felice Bonetto      | Ausfall     | Defekter Starter |
| 1955 | Officine Alfieri Maserati | Maserati 300S      | Luigi Musso         | Ausfall     | Getriebeschaden  |

### Sebring-Ergebnisse
| Jahr | Team                            | Fahrzeug      | Teamkollege       | Platzierung            | Ausfallgrund |
| ---- | ------------------------------- | ------------- | ----------------- | ---------------------- | ------------ |
| 1954 | Scuderia Lancia                 | Lancia D24    | Porfirio Rubirosa | Rang 2 und Klassensieg |              |
| 1955 | Maserati Co. & B. S. Cunningham | Maserati 300S | Cesare Perdisa    | Rang 4                 |              |

### Einzelergebnisse in der Sportwagen-Weltmeisterschaft
| Saison | Team     | Rennwagen                 | 1   | 2   | 3   | 4   | 5   | 6   | 7   |
| ------ | -------- | ------------------------- | --- | --- | --- | --- | --- | --- | --- |
| 1953   | Lancia   | Lancia Aurelia Lancia D20 | SEB | MIM | LEM | SPA | NÜR | RTT | CAP |
| 1953   | Lancia   | Lancia Aurelia Lancia D20 |     | DNF | DNF |     |     |     |     |
| 1954   | Lancia   | Lancia D24                | BUA | SEB | MIM | LEM | RTT | CAP |     |
| 1954   | Lancia   | Lancia D24                |     | 2   | DNF |     |     |     |     |
| 1955   | Maserati | Maserati 300S             | BUA | SEB | MIM | LEM | RTT | TAR |     |
| 1955   | Maserati | Maserati 300S             |     | 4   |     | DNF |     |     |     |